# کرم‌ها ۳ بعدی
کرم‌ها ۳ بعدی (انگلیسی: Worms 3D) بازی ویدئویی توپخانه‌ای است که توسط تیم۱۷ در سال ۲۰۰۳ منتشر شده‌است.